# Tom Becker (Basketballtrainer)
Tom Becker (* 23. Januar 1950 in New York City) ist ein US-amerikanischer Basketballtrainer.

## Leben
Becker spielte im US-Bundesstaat Kalifornien Basketball auf Hochschulebene und studierte Philosophie sowie Wirtschaftspolitik, ehe er eine Trainerlaufbahn einschlug.
1979 war Becker Trainer der Studentenauswahl der Elfenbeinküste bei der Sommeruniversiade. Er ging nach Europa, arbeitete als Trainer im Schweizer Nyon. Anschließend ging er nach England und trainierte dort den Erstligisten EPAB Sunderland, trat mit der Mannschaft auch im Europapokal der Landesmeister an. Anschließend war er im selben Land von 1983 bis 1985 Trainer der Manchester Giants. 1985 wechselte Becker nach Frankreich und führte Cholet Basket 1986 zum Aufstieg in die höchste Spielklasse des Landes. Dort betreute er Cholet ebenfalls in der Saison 1986/87. Ab 1988 stand er als Trainer in Diensten von SCM Le Mans. 1990 gewann die Mannschaft unter seiner Leitung den Meistertitel in der zweiten Liga Frankreichs, nach neun Spielen der Saison 1991/92 kam es zur Trennung. Von 1996 bis 2000 war er erneut in Cholet tätig, diesmal als Assistenztrainer und trug in diesem Amt zum Gewinn des französischen Pokalwettbewerbs in den Jahren 1998 und 1999 bei. Er war ebenfalls an der Université de Nantes als Hochschullehrer tätig.